# 貝爾芒廷 (加利福尼亞州)
貝爾芒廷（英語：Bell Mountain）是位於美國加利福尼亞州聖貝納迪諾縣的一個非建制地區。該地的面積和人口皆未知。

## 地理
貝爾芒廷的座標為34°37′27″N 117°12′25″W / 34.62417°N 117.20694°W，而該地的平均海拔高度為939米（即3082英尺）。